# Draco (ракетный двигатель)

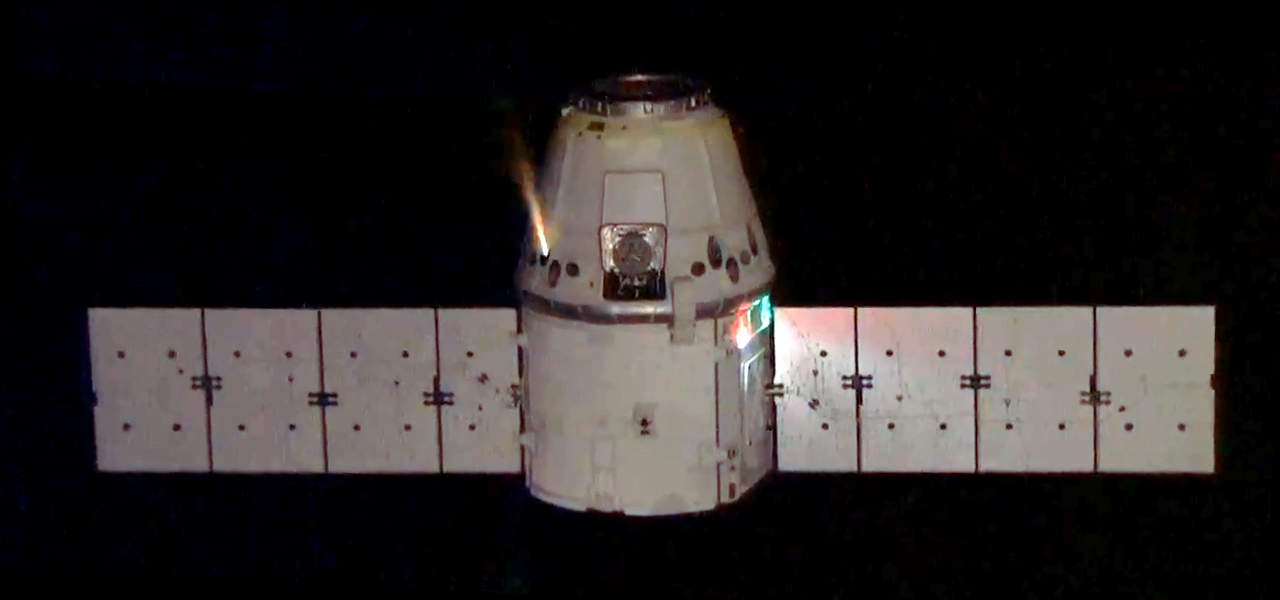
Использование одного из двигателей Draco при приближении к МКС.

Draco — жидкостный ракетный двигатель, спроектирован и изготовлен американской аэрокосмической компанией SpaceX.
В качестве компонентов топлива двигатель использует монометилгидразин (горючее) и тетраоксид диазота (окислитель). Развивает тягу 400 Н в вакууме.
О начале производства двигателей впервые было объявлено в конце 2007 года, в декабре 2008 года на испытательном полигоне SpaceX в МакГрегоре было проведено успешное испытание двигателя в вакуумной камере, с непрерывной 10-минутной работой и последующим перезапуском, моделирующее условия использования в космосе.
Двигатель используется для ориентации и орбитального маневрирования пилотируемых и грузовых космических кораблей Dragon 2 (16 двигателей), ранее также использовался на корабле Dragon (18 двигателей).
Также 4 двигателя Draco использовались в качестве реактивной системы управления на второй ступени ракеты-носителя Falcon 9 v1.0, для ориентации и вращения ступени в космосе. В следующих версиях ракеты эти двигатели были заменены системой, использующей сжатый азот.